# Lissonota curtiventris
Lissonota curtiventris là một loài tò vò trong họ Ichneumonidae.